# Pierre Bézier
Pierre Étienne Bézier (1.rujan, 1910. – 25. studeni, 1999.) bio je francuski inženjer i osoba koja je patentirala (ali ne i izumila) - Bézierovu krivulju i Bézierovu površinu koje su danas u širokoj uporabi u računalnoj grafici i brojnim računalnim aplikacijama.
Bézier je rođen u Parizu, školovao se za strojarskog inženjera na École nationale supérieure d'arts et métiers do 1930. Završio je i studij za elektroinženjera 1931. na École Supérieure d'Électricité. Doktorirao je 1977. na tezi iz matematike na pariškom univerzitetu. 
Radio je u automobilskoj tvrtci Renault od 1933. do 1975., gdje je razvio sustave za računalno inženjersko crtanje poput; UNISURF-a, CAD- a i CAM- a.
Od 1968. do 1979. radio je kao profesor (produkciono strojarstvo) na Strojarskom fakultetu (Conservatoire National des Arts et Métiers) u Parizu.
1985. nagrađen je od strane udruge ACM SIGGRAPH nagradom Steven A. Coons za životni doprinos računalnoj grafici i interaktivnim tehnikama.